# Centenario de la Toma de Zacatecas
El Centenario de la Toma de Zacatecas fue un grupo de festividades que se realizaron en Zacatecas en el año 2014, para celebrar los 100 años de la toma de la ciudad de Zacatecas por las fuerzas villistas en 1914.
El 23 de junio de 2014, fue el día oficial de los festejos, aunque se llevaron a cabo distintos eventos previos y posteriores a estas fechas.

## La Toma de Zacatecas

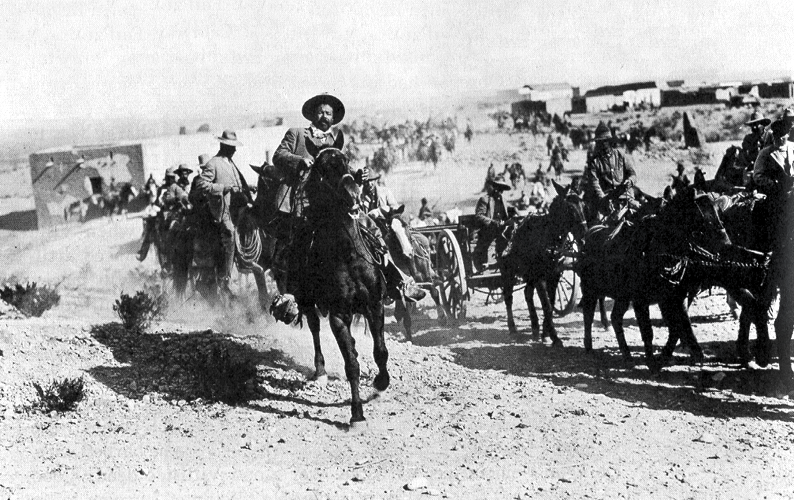
El general Pancho Villa

La toma de Zacatecas, fue un hecho sucedido el 23 de junio de 1914, en el cual el General Francisco Villa, logró hacerse de esta ciudad venciendo a las fuerzas del entonces presidente Victoriano Huerta, lo que despejó el camino hacia la Ciudad de México a las huestes revolucionarias.
Francisco Villa, al mando de la División del Norte, marchó rumbo a Zacatecas, donde se unió con las fuerzas de Pánfilo Natera. De inmediato, Villa delegó la iniciativa en el General Felipe Ángeles, quien tuvo el mérito indiscutible de realizar todo el plan de operaciones para la toma de la plaza. Para ello contó con 23 mil hombres y más de 40 piezas de artillería.
Zacatecas estaba defendida por el General de División Luis Medina Barrón, al mando de 12 mil efectivos del Ejército Federal, con 13 piezas de artillería.
La importancia de esta batalla es amplia. Fue la acción más sangrienta de la revolución constitucionalista, ya que rompió la columna vertebral de las fuerzas del Ejército Federal, y dejaba libre de obstáculos el avance rumbo a la Ciudad de México, lo que precipitó la caída del gobierno del usurpador Victoriano Huerta. Se distinguió el empleo del arma de artillería en este hecho de armas. Por otra parte, representó la máxima victoria militar de la División del Norte, que tomó fama de invencible. Asimismo, se consolidó el prestigio militar del general Felipe Ángeles, como el mejor artillero de México, y de Francisco Villa, quien comenzó a ser conocido popularmente como el “Centauro del Norte”.

## Antecedentes de festividades
En 1964 se conmemoró el 50 aniversario de la toma de Zacatecas. Con este motivo, se tiene conocimiento de que se organizó un programa de festejos que contaron con la presencia del presidente de la república, licenciado Adolfo López Mateos, siendo gobernador del estado, el ingeniero José Isabel Rodríguez Elías.
Como parte del programa de los actos conmemorativos se realizó una exhibición ecuestre a cargo del Ejército Mexicano, en las instalaciones de la Casa de la Juventud, ubicada en las inmediaciones de La Encantada, además de un timbre conmemorativo.

## Antecedentes a los festejos
El 24 de enero de 2014 el gobernador del estado Miguel Alonso Reyes anuncio de forma oficial el programa para la conmemoración del centenario. En el patio el Palacio de Gobierno, el mandatario estatal 
dio cuenta de algunas de las más de 300 actividades que se realizarán durante 2014 para recordar ese hecho histórico.

### Reloj en cuenta regresiva
El mismo día de la presentación del programa se encendió el reloj conmemorativo a la Toma de Zacatecas donde se mostraba a cuenta regresiva para los festejos del centenario. El 23 de junio se terminó la cuenta del reloj.

### Logotipo
El logo utilizado para este festejo es: Sobre el letrero aparece el cerro de la bufa en color verde, en letrero aparece Centenario, con la terminación -io en letras plateadas y simulando el número 100; Toma (en verde) de Zacatecas (en rojo). Al final aparece 1914-2014.

## Festejos

### Festejos anteriores al centenario
5 de junio
Realización del cuarto del concurso de bandas de guerra y escoltas de bandera en la Plaza de Armas.
6 de junio
El viernes se develaron esculturas revolucionarias alusivas a la Batalla de Zacatecas. Con estas esculturas se rinde homenaje a los personajes que la historia no registra, pero que dieron su vida en la Toma de Zacatecas.
7 de junio
Carrera Atlética Nocturna de 5 y 10K, organizada por el Issstezac, cuyo trayecto será por las principales avenidas y calles del Centro Histórico. El evento inició desde la Plaza de Armas con un total 150 competidores (114 hombres y 36 mujeres), quienes se dieron cita para recorrer las principales calles del Centro Histórico de la capital.
8 de junio
- Conmemoración del Día del Zacatecano. Entre las actividades que se llevaron a cabo, destacan una muestra gastronómica, degustación de mezcal, bailes folclóricos y la participación de la Internacional Banda del Estado, así como el Mariachi de Villanueva; su fin es difundir las tradiciones y cultura zacatecana coordinadamente con las organizaciones migrantes.[6]

- Presentación de la Banda Sinfónica de Zacatecas en la sala Netzahualcóyotl de la Universidad Autónoma Nacional de México (UNAM). Congregados en la Sala Netzahualcóyotl, el recinto musical más importante de América Latina, zacatecanos radicados en el Distrito Federal y mexiquenses disfrutaron de las notas musicales con las que la Banda del Estado trasladó a los oyentes a la época de 1914, año de la Batalla de Zacatecas.[7]

12 de junio
Honran al general Pedro Caloca Larios y Beatriz González Ortega, con la inhumación de sus restos en el Mausoleo de los Hombres Ilustres en el Cerro de la Bufa. En el marco del festejo del Centenario, se llevó a cabo un homenaje póstumo en honor a Beatriz González Ortega y al General Pedro Caloca Larios. El evento en donde fueron depositados los restos de estos dos zacatecanos, en el Mausoleo de Personas Ilustres de la Entidad.
Beatriz González Ortega, quien fue directora de la llamada Escuela Normal para Señoritas, además de enfermera, nació en San Juan Bautista del Teúl de González Ortega y murió en 1962.
El General Pedro Caloca tuvo una destacada intervención en la Toma de Zacatecas, al mando del Estado Mayor del General Pánfilo Natera.
13 de junio
- Llegada de jinetes que participarán en Cabalgata de la Toma de Zacatecas.

- Reunión de trabajo de la Asociación Mexicana de Ciudades de Patrimonio Cultural.

14 de junio
Gran cabalgata revolucionaria Toma de Zacatecas. Alrededor de 2 mil 500 jinetes participaron en la Gran Cabalgata alusiva al Centenario, el evento comenzó poco después de las 10 horas, con la concentración de los cabalgantes procedentes de diversos estados del país, alrededor de la máquina 3030.
El recorrido inició a las 12:20 horas para avanzar por las avenidas González Ortega e Hidalgo, hasta la fuente de los Conquistadores, y siguió por la Segunda de Matamoros, hasta el puente de Lomas de Bracho. Al llegar al puente de Lomas de Bracho, continuaron por el camino asfaltado y subieron a La Bufa, a donde llegaron a las 14:30 horas.
15 de junio

Inauguración del arco triunfal del Centenario de la Toma de Zacatecas para conmemorar el inicio del movimiento de 1910, además se desarrollará un desfile de tropas revolucionarias y federales en el Centro Histórico.
A ocho días de la conmemoración del Centenario de la Batalla de Zacatecas, se efectuó el acto militar. Con la marcha de 600 efectivos de la Secretaría de la Defensa Nacional, fue inaugurado el Arco del Centenario, siendo este una replica mismo que fuera colocado en 1910 para conmemorar el inicio del movimiento de independencia.
17 de junio
Lunadas revolucionarias en la plazuela Miguel Auza. Como parte de las recién inauguradas Lunadas Revolucionarias, en la Plazuela Goitia se realizaron diversas estampas, bailes y cantos relacionados con la época de la Revolución mexicana.
Las lunadas eran comunes entre los grupos de revolucionarios, explicó, por ello es una manera didáctica de presentarlas acompañadas de música de la época, como los corridos, que formaron parte importante para transmitir el estado de cosas que prevalecía durante la Revolución.
18 de junio
Homenaje a Flor Silvestre en el teatro Fernando Calderón. Se realizó un emotivo tributo a la viuda de Antonio Aguilar, por sus 70 años de trayectoria artística en la música y el cine, en el festival que lleva el hombre de su difunto esposo. 
Acompañada por sus hijos Antonio y Pepe Aguilar, además de la tercera generación de la Dinastía Aguilar, doña Flor Silvestre arribó al teatro, quien este 19 de junio cumple 7 años de su fallecimiento.
19 de junio
- Coloquio Nacional de Historia del Colegio de México en el Extemplo de San Agustín.

Durante dos días, en la capital del estado se analizará el impacto de dicha batalla en el ámbito nacional, en los aspectos individuales y colectivos, el rol que jugó la geografía de la capital zacatecana, así como el contexto regional y nacional en que se libró y, por supuesto, las secuelas que dejó.
- Entrega del Premio Iberoamericano Ramón López Velarde.

El escritor Guillermo Sheridan recibió el Premio Iberoamericano de Poesía “Ramón López Velarde” 2014 por su libro “Corazón adicto: La vida de Ramón López Velarde”.
La entrega del galardón fue durante una ceremonia en el Teatro Hinojosa, como parte de las XVII Jornadas Lopezvelardeanas.
20 de junio
- Verbena popular en la Plazuela Miguel Auza.

- Homenaje a Ernesto Juárez, con una interpretación del actor y cantante Érick del Castillo, en el marco de las actividades del Festival del Corrido.

Con el reconocimiento del pueblo y Gobierno de Zacatecas a la trayectoria actoral y musical del primer actor Erik del Castillo y del zacatecano Ernesto Juárez Frías concluyó el Primer Festival del Corrido Revolucionario dedicado a Antonio Aguilar.
- Concierto de despedida y tributo al cantante de música vernácula Vicente Fernández en el estadio Francisco Villa.

En lo que fue considerado como un concierto de despedida de Fernández en el estado de Zacatecas el artista fue condecorado por el gobernador Miguel Alonso Reyes con la medalla conmemorativa del Centenario de la Toma de Zacatecas.
- Inauguración de la nueva iluminación del Cerro de la Bufa en la Plaza Bicentenario.

La obra de iluminación busca exaltar el valor estético natural, histórico y simbólico del más importante ícono de identidad de las y los zacatecanos; incluye las formaciones naturales entre el Crestón Chino y el principal, y utiliza los colores verde blanco y rojo.
El sistema consta de 72 proyectores de tecnología LED que consumen 290 watts, tienen vida útil de 75 mil horas y significarán un consumo total de 22 mil 040 watts. El anterior sistema estaba conformado por 36 proyectores de vapor de sodio de alta presión de 1 mil watts, que tenían una vida útil de 20 mil horas y consumían 48 mil 800 watts.
21 de junio
Presentación multimedia de historia de la Batalla de Zacatecas y espectáculo de pirotécnica denominado La Batalla de Zacatecas, en la explanada de Plaza de Armas. Se realizó una proyección multimedia cuyo escenario fue la fachada del Palacio de Gobierno, para revivir la gesta heroica que este lunes cumple 100 años de haberse suscitado. El evento culminó con un espectáculo de pirotecnia lanzada desde distintos puntos de la ciudad.
22 de junio
Concierto especial conmemorativo en Plaza de Armas del zacatecano Pepe Aguilar y de las 3 grandes voces Eugenia León, Tania Libertad y Guadalupe Pineda.
El espectáculo fue abierto con la actuación de las artistas Eugenia León, Tania Libertad y Guadalupe Pineda, quienes ofrecieron un programa musical revolucionario con melodías, como “Pancho Villa”, “Adelita”, “La cucaracha” y “La Marcha de Zacatecas”, entre otras.

### 23 de junio
- Inauguración del gasoducto Bicentenario, izamiento de la bandera monumental del Ejército Mexicano y la primera etapa del parque ecológico en La Presa de Infante, presidido por el presidente de México Enrique Peña Nieto. El mandatario cortó el listón de inauguración del gasoducto de gas natural "Centenario", el cual requirió una inversión de 730 millones de pesos.

El presidente consideró que este gasoducto tiene una gran relevancia, porque representa la introducción del gas natural a la entidad.
- Desvelamiento del conjunto escultórico autoría del maestro Carlos Espino, en el Cerro de la Bufa y se reabrirá al público del museo Toma de Zacatecas.

- Presentarán un concierto de galas revolucionarias con la presentación del tenor Fernando de la Mora acompañado por la Orquesta Filarmónica de Zacatecas en Plaza de Armas.

- Inauguración de mural “Cambio de Vida”, del artista Ismael Guardado en el Cerro de la Bufa.

- Entrega de la presea a la investigación historia por Centenario de la Toma de Zacatecas, de manos del mandatario federal.

- Desfile cívico militar en el bulevar Zacatecas-Guadalupe, en la que participarán la fuerza aérea mexicana.

- Magna escenificación de la Batalla de Zacatecas con más de 3 mil participantes, principalmente del Ejército Mexicano. Durante aproximadamente 45 minutos, miles de zacatecanos y visitantes pudieron apreciar las distintas fases de la batalla; la toma del Cerro de la Bufa, del Cerro del Grillo, la resistencia de las fuerzas federales, así como su retirada y la toma de la ciudad capital.

El desempeño de los valerosos revolucionarios, las adelitas y los soldados federales estuvo acompañado por la narración de las distintas etapas, así como música de la época. Cabe destacar que durante la representación participaron 2.851 militares proveniente de distintas entidades federativas.
- Cancelación del timbre postal conmemorativo al Centenario de la Toma de Zacatecas.

## Otras Conmemoraciones

### Moneda Conmemorativa
La Casa de Moneda de México acuña la moneda conmemorativa de 20 pesos de curso legal, aprobado por el Congreso de la Unión y la Presidencia de la República. Para conmemorar el centenario de la Batalla Toma de Zacatecas, se pondrán en circulación dos millones de monedas de 20 pesos conmemorativas.

### Boletos de la Lotería Nacional
Presentación y puesta en circulación de los boletos de la Lotería Nacional para el premio conmemorativo del Centenario de la Toma de Zacatecas. A partir de esa fecha y hasta el 24 de junio circulará en todo el país el billete de la Lotería Nacional que en su diseño contiene imágenes conmemorativas del Centenario de la Toma de Zacatecas.
Con la distribución de 2 millones 400 mil cachitos, la Lotería Nacional se suma a la conmemoración de esta fecha histórica. El atractivo diseño del billete tiene como imagen principal el Centenario de la Toma de Zacatecas y tendrá una emisión de 60 mil billetes numerados en tres series, una de las cuales se comercializará en línea.

### Medios de comunicación
Radio
- Con el Centenario de la Toma de Zacatecas como tema central, el programa de La Hora Nacional grabó en Zacatecas una emisión especial que se transmitió el domingo 22 de junio en todo el territorio nacional.

La emisión contó con testimonios de las principales autoridades gubernamentales del estado quienes hablaron de la participación ciudadana en las conmemoraciones, las inversiones en infraestructura que beneficiaron a varias generaciones de zacatecanos, entre otros aspectos del programa general de actividades.
- Con la grabación en vivo del capítulo número 10 en el Teatro Calderón, arrancó formalmente la primera radionovela que se produce en la entidad llamada ¡Viva la República! La Toma de Zacatecas que será transmitida a través de 60 emisoras en todo el país y en ciudades de Estados Unidos.

Actores de la talla de Damián Alcázar y cientos de zacatecanos participaron en la grabación en vivo y disfrutaron del detrás de micrófonos de uno más de los proyectos de la celebración del Centenario.
Televisión
Cliotv creadora de documentales, realizó un documental sobre La Toma de Zacatecas, que, con el objetivo de dejar testimonio a generaciones presentes y futuras del trascendental episodio que fue la Toma de Zacatecas, decisivo en el triunfo de la Revolución Mexicana, Editorial Clío, de Enrique Krauze, presentó el documental “Zacatecas 1914, la batalla que decidió una guerra”, en el Teatro Calderón.

### Deporte
Se anunció la realización de la Copa Centenario de la Toma de Zacatecas que se realizará los días 2 y 4 de julio, con la participación del equipo de fútbol Mineros de Zacatecas, así como el Querétaro, León y Pachuca. El torneo marcará el debut del nuevo equipo de fútbol profesional de la entidad, en el Estadio Francisco Villa.

## Crítica y controversia
A raíz de los gastos destinados para la conmemoración que ascienden a los 480 millones de pesos diversos grupos mostraron su inconformidad entre ellos el grupo Yo Soy 132, quienes denunciaron represión por parte corporaciones policiales y además estos mismos retirando propaganda en contra de los gastos excesivos del gobierno.
Además el 23 de junio, campesinos, profesores disidentes, organizaciones sociales y dirigentes de partidos de izquierda protagonizaron en las principales calles de la capital zacatecana la “conmemoración alterna” del Centenario de la Toma de Zacatecas. El bloque opositor exigió un alto a los abusos del gobierno y reivindicar la gesta revolucionaria.